# Mount Osmond
Mount Osmond är en förort till Adelaide i Australien. Den ligger i kommunen Burnside och delstaten South Australia, nära centrala Adelaide. Antalet invånare var 387 vid folkräkningen 2016.